# Louis Faidherbe
Pour les articles homonymes, voir Faidherbe.
Louis Faidherbe, né le 3 juin 1818 à Lille (Nord) et mort le 28 septembre 1889 à Paris (Seine), est un général, un administrateur colonial, principalement du Sénégal et un homme politique français, grand-croix de la Légion d'honneur et médaillé militaire. 
Il commande l'armée du Nord pendant la guerre franco-prussienne de 1870-1871. Il est élu député puis sénateur du Nord à partir de 1871.
Il est grand chancelier de la Légion d'honneur de 1880  à 1889.

## Biographie

### Famille

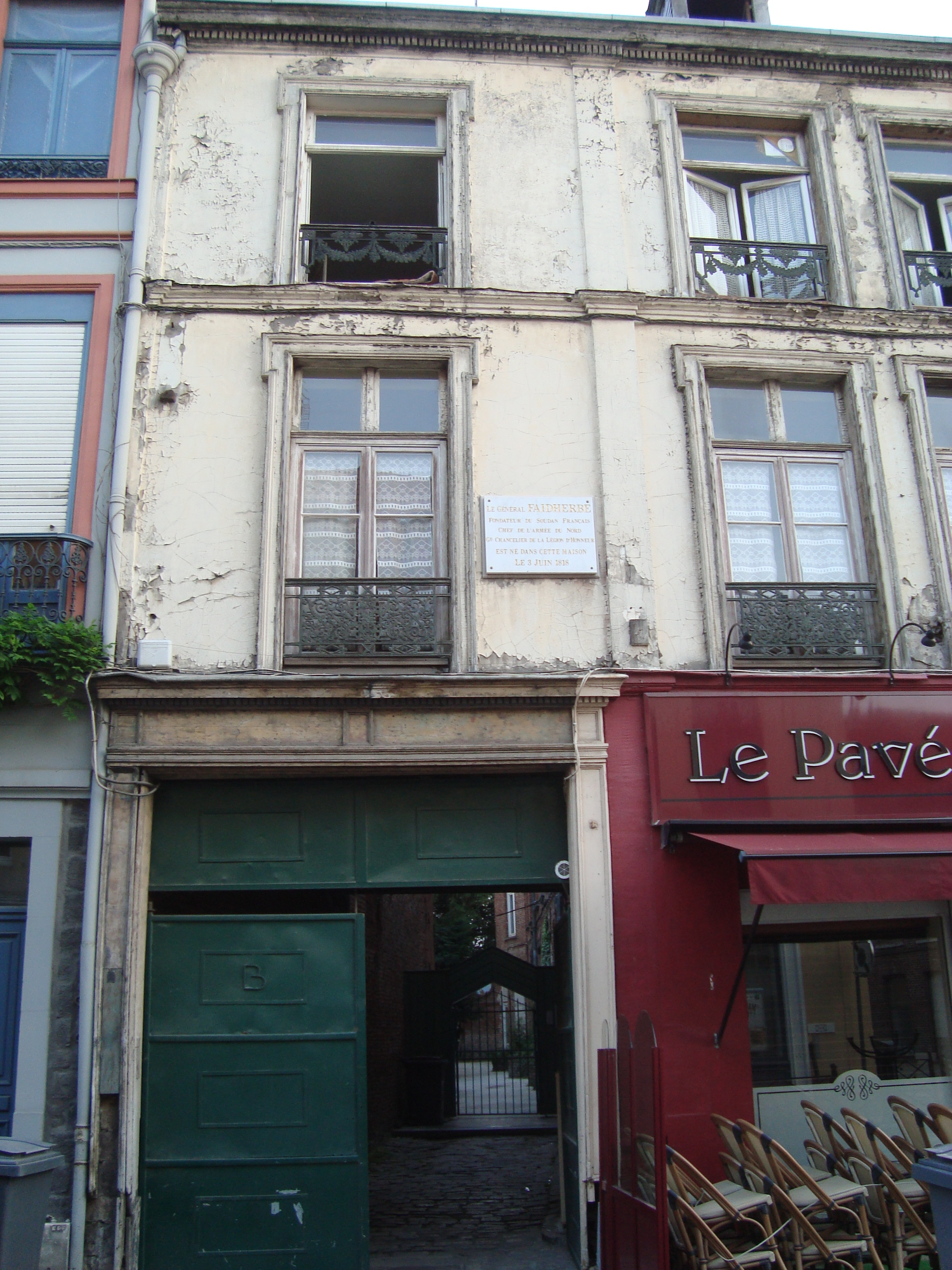
Maison natale de Faidherbe, rue Saint-André à Lille.

Louis Léon César Faidherbe est issu d'un milieu modeste. Il est le cinquième enfant de Louis César Joseph Faidherde (1774-1826), fabricant de bonneterie, et de son épouse, Sophie Monnier (1774-1856). Il nait rue Saint-André dans une maison du Vieux-Lille. Alors que Louis est âgé de sept ans, son père, qui avait été volontaire en 1794 et blessé au combat, meurt en 1826. Il est élevé par sa mère.

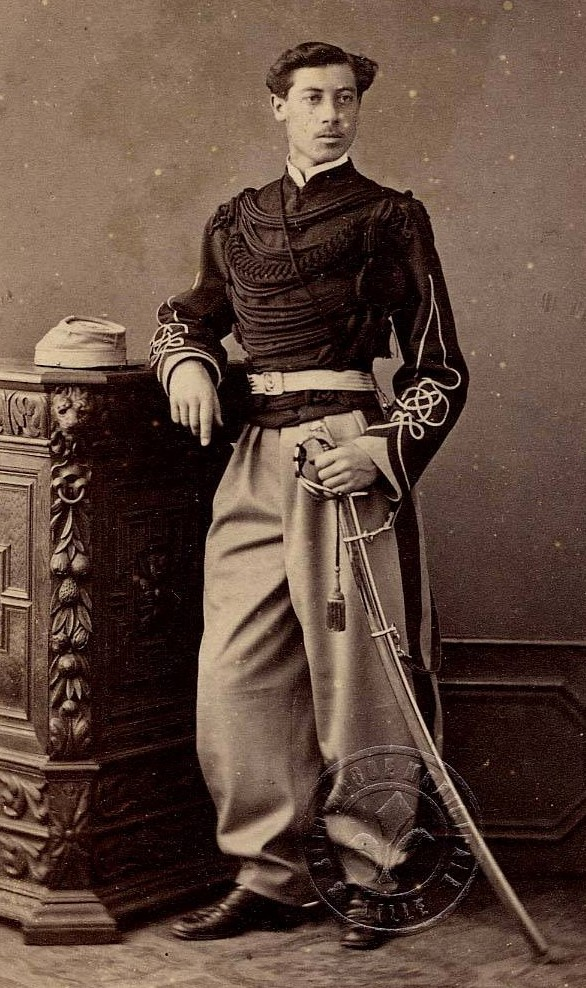
Louis Faidherbe, fils (1857-1881)

Peu après son arrivée à Saint-Louis du Sénégal au début des années 1850, Faidherbe prend pour maîtresse Diocounda Sidibé, une jeune fille de l'ethnie des Khassonkés, âgée de quinze ans. Elle l’aide dans son apprentissage des langues wolof, pular et sarakolé,. Le 15 janvier 1857, elle lui donne un fils, Louis Léon Faidherbe, qui meurt le 8 août 1881 à l'âge de 24 ans de la fièvre jaune à Saint-Louis, alors qu'il est lieutenant d'infanterie de marine,,. 
Le 7 décembre 1858, à l’âge de 40 ans, Faidherbe épouse à  Lille sa nièce de 18 ans, Angèle Emilie Marie Sophie Faidherbe (1840-1902), fille de son frère aîné, Romain, décédé huit ans plus tôt. De ce mariage naissent trois enfants : Gaston (1859-1917), Mathilde (1865-1944) et Wilhem (1866-1887). Angèle s'est également occupée de Louis, le fils de Sidibé.
Une autre nièce de Faidherbe, Clarence, épouse l’officier de marine Théophile Aube en mai 1861 qui sert au Sénégal. Il sera plus tard promu amiral.

### Enfance et formation
Il commence ses études au collège de Lille. Ses aptitudes en mathématiques lui permettent d'obtenir une bourse pour entrer au collège royal de Douai.
En 1838, il entre à l'École polytechnique puis en 1840 à l’École d'application de l'artillerie et du génie de Metz dont il sort officier en 1842. 

### Campagnes militaires en Algérie (1844-1846 et 1849-1852)
Lieutenant au 2e régiment du génie il sert lors de la conquête de l'Algérie de 1844 à 1846, notamment lors de l'expédition du Chélif. Il participe également à la fortification de Bou Saada. 
Après un séjour en métropole puis à la Guadeloupe de 1848 à 1849, il revient en Algérie de 1849 à 1852 où en tant que capitaine, il participe à l'expédition dans le Djurjura  sous les ordres du général Camou, à celle de Petite Kabylie sous les ordres du général de Saint-Arnaud et à celle du massif de Bougie dirigée par le général Bosquet
Ses aptitudes et son énergie le font remarquer et il est affecté au Sénégal. 

### Gouverneur du Sénégal (1854-1861 et 1863-1865)

#### Conquête et pacification du Sénégal
Arrivé en 1852, il est successivement chef du génie et directeur des Ponts et Chaussées, capitaine de 1re classe en 1853, sous-directeur des fortifications la même année et promu chef de bataillon à l'âge de trente-six ans en 1854.
Le 16 décembre 1854, il est nommé gouverneur de la colonie
Il entreprend de conquérir le pays, repousse les Toucouleurs à l'est du Haut-Sénégal (1855-1863), et s'oppose à El Hadj Omar qui assiégeait le fort de Médine et prend la ville le 18 juillet 1857. Il repousse les Maures au nord et annexe le pays Wolof (traité de mai 1858).
À la bataille de Logandème (18 mai 1859), il combat les Sérères pendant le règne de Coumba Ndoffène Famak Diouf. Sous ses ordres, Fatick est brûlée,.
En juillet 1857, il obtient l'autorisation de créer le corps des tirailleurs sénégalais et le premier bataillon est prêt en août 1858.
Il est promu colonel en décembre 1858.
L'annexion du royaume de Cayor (1861-1865) permet de dégager la route reliant Saint-Louis-du-Sénégal  à la presqu'île du Cap-Vert.

#### Commandement en Algérie et retour au Sénégal
En 1861, malade, il sollicite son retour en métropole. 
Il retourne ensuite en Algérie et après avoir commandé la subdivision de Sidi-bel-Abbès, il repart pour le Sénégal en tant que gouverneur en 1863. Il est promu général de brigade le 20 mai 1863 et quitte la colonie en 1865.

#### Développement de l'économie du Sénégal

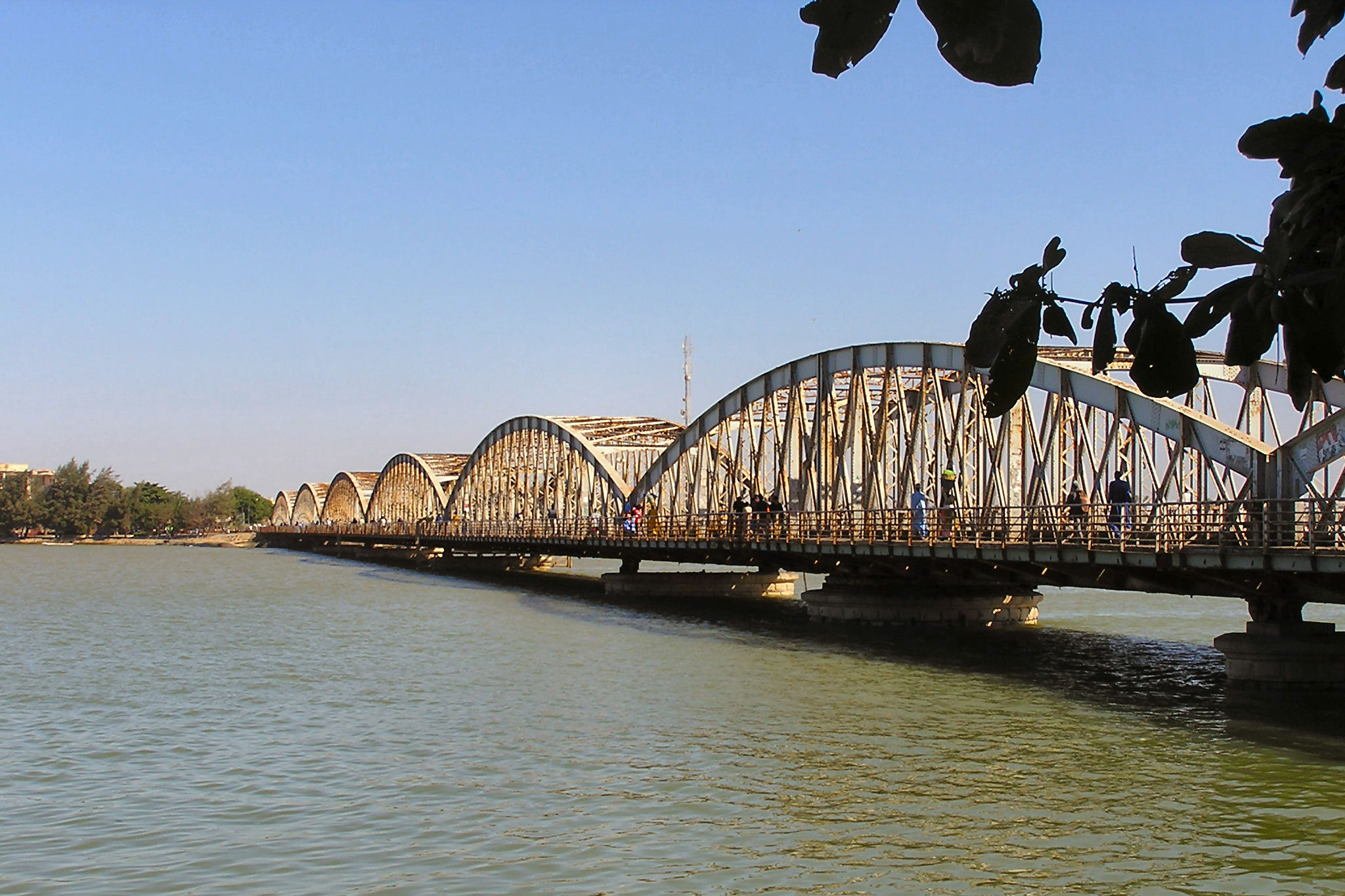
Le pont Faidherbe vu de l'île de Saint-Louis du Sénégal.

Avec peu de moyens, il jette les bases de la future Afrique-Occidentale française. Il étend l'influence française très au-delà du Sénégal et travaille à développer l'économie locale. Il est le créateur du port de Dakar. Il assume pleinement son rôle de colonisateur. 
Pendant la pénurie de coton causée par la guerre de Sécession américaine à partir de 1861, il favorise des plantations qui fournirent annuellement 50 tonnes de coton brut jusqu'en 1868. Le sud du bassin du Niger est alors jugé éventuellement porteur par les Français en Afrique occidentale.
Il favorise le développement économique de la colonie et projette la ligne de chemin de fer de Dakar au Niger qui sera entreprise à partir de la fin du XIXe siècle. Il promeut la distribution d'eau potable à Saint-Louis du Sénégal par le projet de l'usine des eaux de Mbakhana, qui sera finalement inaugurée en 1885.

#### Travaux linguistiques et ethnographiques
Il s'intéresse aux langues locales, aux coutumes et rédige plusieurs travaux d'ethnographie et de géographie sur l'Afrique occidentale, ainsi qu'un Annuaire du Sénégal en quatre langues : français, wolof, toucouleur et soninké.
Faidherbe dirigera également, en 1871, une mission scientifique en Haute-Égypte.

### La guerre de 1870-1871

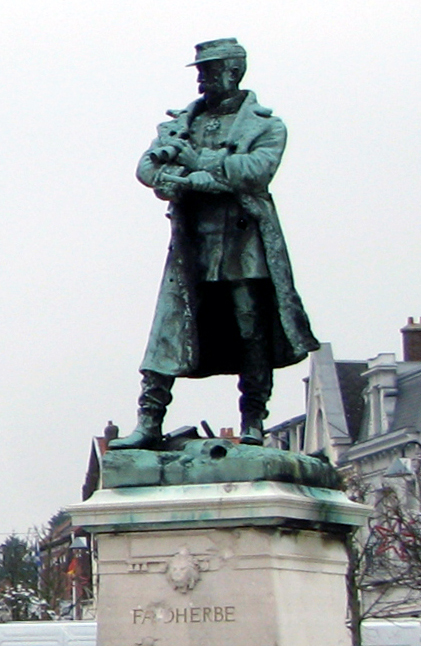
Bapaume, statue du général Faidherbe.

En 1867, il est général commandant la subdivision de Bône. En 1870, la déclaration de guerre le surprend à 
Lille, où il effectue un séjour de convalescence.
Léon Gambetta le nomme général de division le 23 novembre et lui confie le commandement de l’armée du Nord en remplacement du général Bourbaki. Cette armée est forte de 45 000 hommes, le général Farre en est le chef d'état-major, le général Lecointe commande le 22e corps d'armée et le général Paulze d'Ivoy (it) le 23e.
Sa contre-offensive sur Amiens échoue à la bataille de Villers-Bretonneux, le 27 novembre 1870. À la bataille de l'Hallue des 23 et 25 décembre et à celle de Bapaume, le 3 janvier 1871, il ne parvient pas à exploiter l'ouverture qu'il s'est créée et finalement ne peut empêcher l'irruption allemande vers Paris à la suite de la bataille de Saint-Quentin. En janvier, il bat en retraite à l'abri des places fortes de Cambrai et Lille, sans être vraiment inquiété par von Gœben, mais son action permet au Nord-Pas-de-Calais, encerclé, de résister jusqu'à la capitulation.
Dans ses Bases d'un projet de réorganisation d'une armée nationale, 1871, il critique vivement le Second Empire et la plupart des généraux de l'Empire, qu'il juge responsables de la défaite.

### Carrière politique
Après la défaite de 1871, il est élu député du département de la Somme le 8 février mais démissionne en raison de ses fonctions militaires. Il est réélu le 2 juillet par les départements de la Somme, du Pas-de-Calais et du Nord. Il opte pour ce dernier et siégea dans les rangs des républicains. Il démissionne une seconde fois parce qu'il pense que l'assemblée outrepasse le mandat qu'elle a reçu du peuple. Le 8 octobre 1871, il devient Conseiller général du Nord pour le Canton de Lille-Centre. Il est candidat républicain, aux élections sénatoriales du 30 janvier 1876, dans ce département mais il échoue. Il est plus heureux au renouvellement triennal du 5 janvier 1879 : il est élu sénateur du département du Nord et le reste jusqu'en 1888. Républicain, il siège toujours à gauche et s'oppose au boulangisme.
Il est grand chancelier de la Légion d'honneur de 28 février 1880 au 10 octobre 1889.
Il meurt le 28 septembre 1889 à Paris.

## Controverse liée au passé colonial de la France
Se développe dans les années 2010 une campagne militante de contestation qui demande la suppression des références positives à la colonisation et le retrait des statues. 
Depuis 2018, et à quelques jours du bicentenaire de sa naissance, un collectif demande de retirer, les symboles rendant hommage au général Faidherbe qui avait conquis puis colonisé le Sénégal au xixe siècle. L'histoire critique de Faidherbe reprend des faits historiques pour le présenter comme un militaire de l'époque revendiquant la violence légitime à défendre les intérêts français en Afrique par les armes en poursuivant les idées de la colonisation. L'on insiste alors sur son ascension politique à partir du soutien des milieux d'affaires français au Sénégal et sur les moyens violents qu'il mit en œuvre contre les autochtones. Faidherbe est ainsi décrit par ces contradicteurs comme un « raciste » ne cherchant pas à exterminer à tout prix, mais prônant l'assimilation par les institutions d'alors prônant un métissage par l'école et l'armée[réf. nécessaire]. Il devient finalement une « icône du colonialisme » du xixe siècle.
Le 21 juin 2020, le monument au général Faidherbe, situé à Lille, est recouvert des mots « colon » et « assassin », ainsi que « Sénégal », « Algérie » et « Kabylie ». La veille, une manifestation avec comme mot d'ordre Faidherbe doit tomber demandait son retrait de l'espace public. Sur les banderoles et les pancartes, se trouvaient les slogans : « je ne suis pas Faidherbe », « Mon patrimoine ch’ti n’est pas colonialiste », ou bien « Qui veut (encore) célébrer le colonialisme ? 200 ans, ça suffit. Faidherbe doit tomber ».
Les défenseurs de Faidherbe quant à eux, défendent ses actions diverses en insistant sur les transferts culturels entre la France et les cultures africaines que le général apporta à travers ses ouvrages géographiques et ethnographiques, notamment dans le domaine linguistique[réf. nécessaire]. À cela s'ajoutent les arguments de son engagement militaire dans le conflit franco-prusse de 1870-1871 en faveur des intérêts français, son rejet ferme du Second Empire, et son soutien indéfectible aux valeurs de la Troisième République[réf. nécessaire] en tant que sénateur[réf. nécessaire].
Au Mali en 2024, la rue qui portait son nom à Bamako est rebaptisée du nom de Mamadou Lamine Drame, résistant à la conquête coloniale française.

## Hommages et distinctions

### Distinctions

#### Françaises
- Médaille militaire (31 décembre 1880)
- Grand-croix de la Légion d'honneur (3 février 1880)[34].
- Officier de l'Instruction publique (1868)

#### Étrangères
- Chevalier du Nichan Iftikhar (Tunisie).
- Chevalier de l'Ordre du Nichan El Anouar ( Djibouti )

### Hommages de son vivant
- En 1871, une souscription est ouverte dans le département de la Somme pour lui offrir une épée d'honneur.
- À Pont-Noyelles (Somme) : un monument commémoratif de la bataille de l'Hallue, dit « Colonne Faidherbe », a été érigé en 1872, à la sortie du village, en allant vers Albert.

### Hommages posthumes

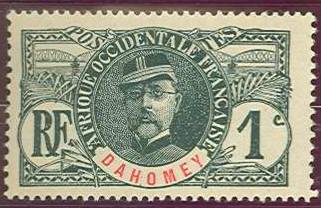
Timbre français honorant Louis Faidherbe.

De nombreuses villes ont rendu hommage à Faidherbe en nommant une voie ou en érigeant un monument à sa mémoire. 

#### En France

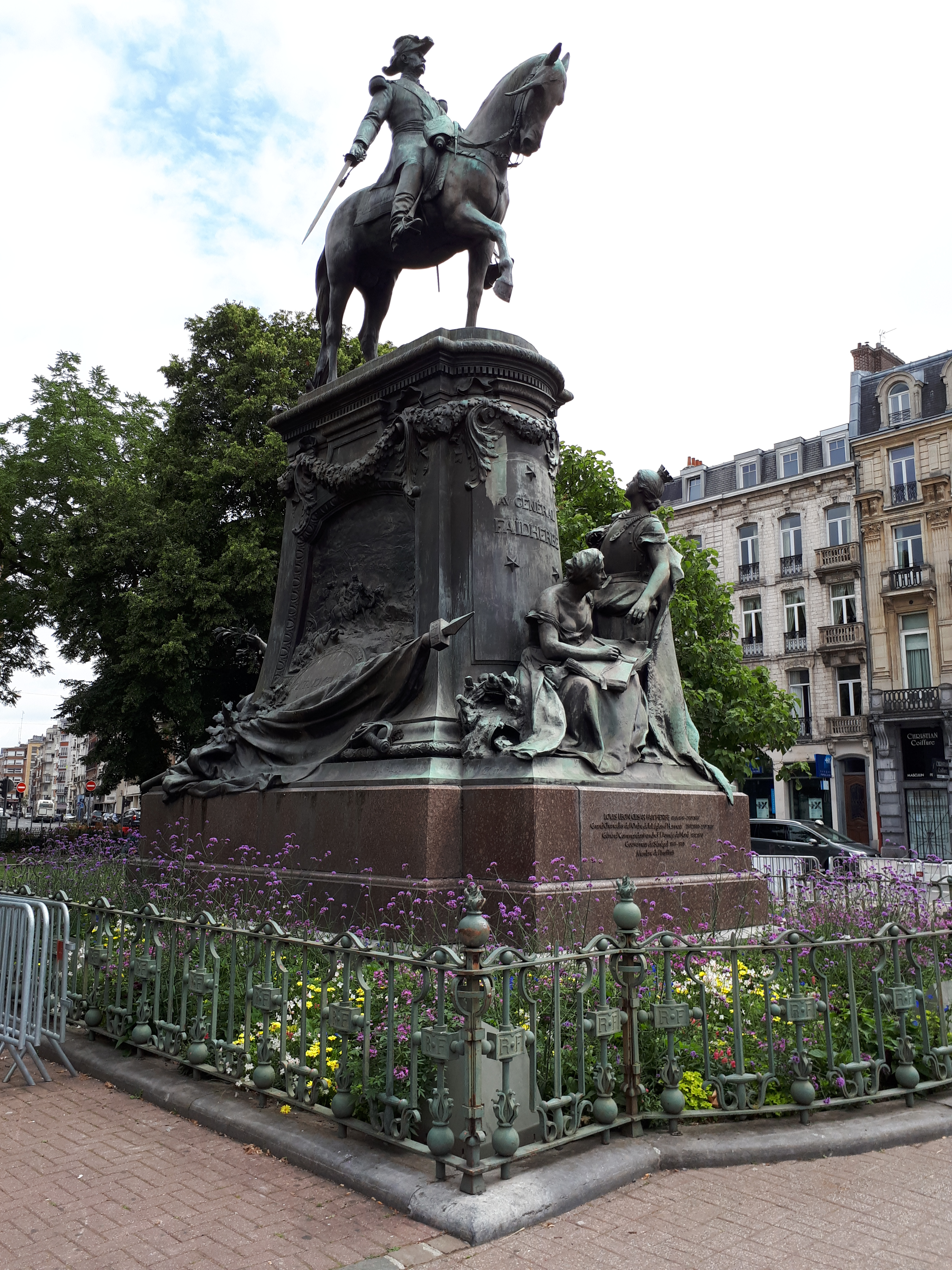
Monument au général Faidherbe à Lille.

- À sa mort, le 29 septembre 1889, le gouvernement décrète des funérailles nationales. Après une imposante cérémonie aux Invalides, sa dépouille est transportée à Lille où elle est inhumée au cimetière de l'Est du quartier Saint-Maurice Pellevoisin.
- Albert : un « Monument patriotique » à la mémoire du général Faidherbe et de l'armée du Nord est érigé mais il est détruit pendant la Première Guerre mondiale.
- Amiens : 
  - un des boulevards intérieurs porte le nom de boulevard Faidherbe.
  - le Musée de Picardie conserve un buste du général Faidherbe par Lemaire.
- Arras : un des boulevards du centre-ville porte le nom de boulevard Faidherbe.
- Asnières-sur-Seine : avenue Faidherbe.
- Bapaume : statue du général Faidherbe.
- Boulogne sur Mer : une des rues principales du centre-ville porte son nom.
- Cambrai : un boulevard porte le nom de boulevard Faidherbe.
- Cholet : Boulevard du Général-Faidherbe.
- Corbie : une rue du centre-ville porte le nom de rue Faidherbe.
- Douai : un des boulevards du centre-ville porte le nom de boulevard Faidherbe.
- Drancy : une rue et une résidence portent le nom de Faidherbe.
- Lille :
  - un lycée porte son nom.
  - le monument au général Faidherbe est une statue équestre.
  - la rue Faidherbe relie la gare à l'opéra.
- Lyon : une rue porte son nom dans le 7e arrondissement.
- Malo-les-Bains : avenue Faidherbe donnant sur la place Turenne
- Metz : Un pont ainsi qu'une voie portent son nom.
- Onnaing : une rue porte son nom à l'angle de la rue Scouflaire.
- Paris :
  - Une rue porte le nom de Faidherbe dans le 11e arrondissement.
  - Une station de métro (ligne 8) porte le nom de Faidherbe-Chaligny. Inscription au Panthéon, Paris.

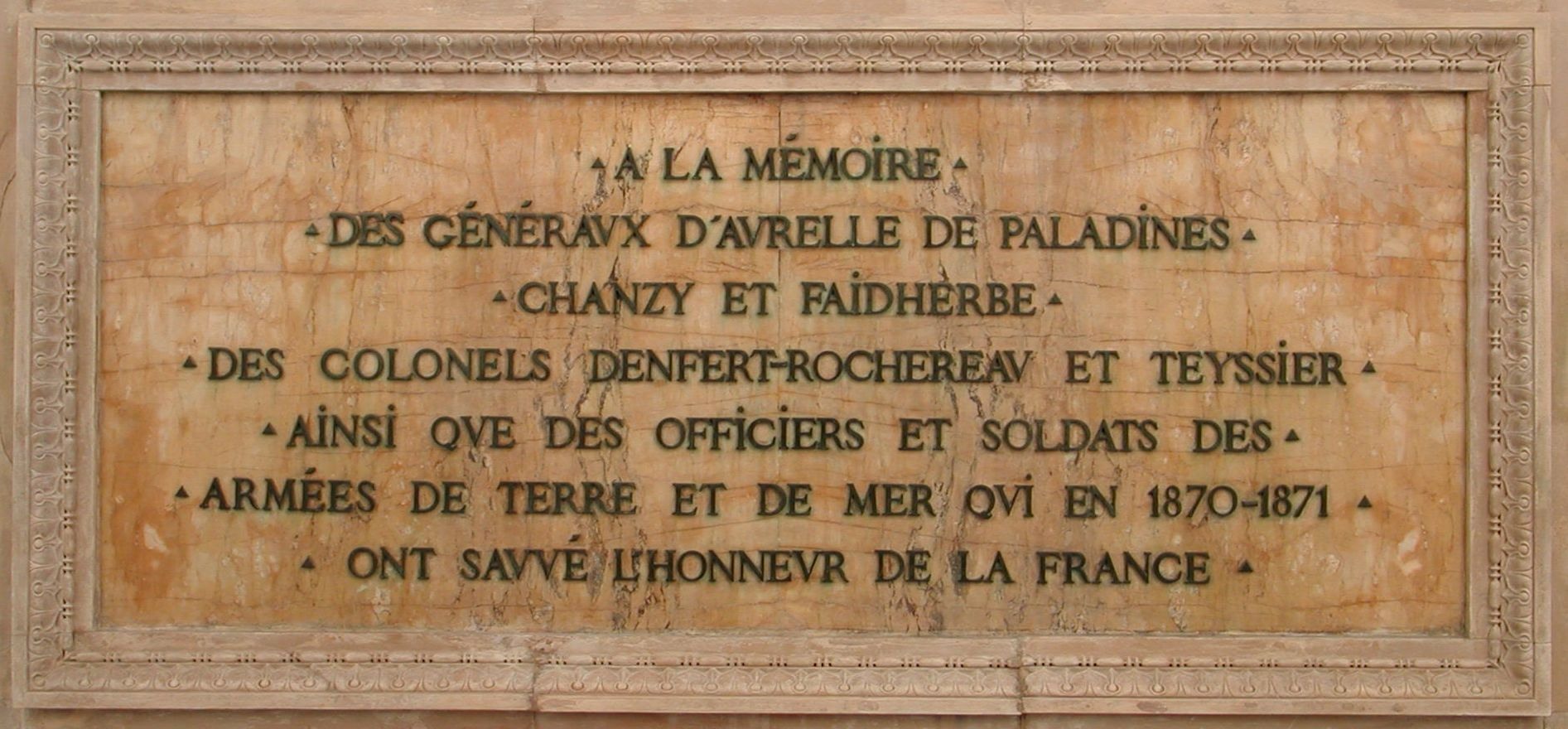
Inscription au Panthéon, Paris.

  - au Panthéon, sous l'urne où repose le cœur de Léon Gambetta, une inscription rend hommage aux généraux de la guerre de 1870 :

« À la mémoire des généraux d'Aurelle de Paladines, Chanzy et Faidherbe, des colonels Denfert-Rochereau et Teyssier ainsi que des officiers et soldats des armées de terre et de mer qui en 1870-1871 ont sauvé l'honneur de la France. »

- Pointe-à-Pitre : Un boulevard porte son nom.
- Pont-Noyelles : le monument commémoratif de la Bataille de l'Hallue porte le nom de « colonne Faidherbe ».
- Quesnoy-sur-Deûle : rue Faidherbe au lieu-dit : le Vingtième Siècle.
- Saint-Quentin : une avenue du centre-ville porte le nom d'avenue Faidherbe.
- Savigny-sur-Orge : rue Faidherbe.
- Tours : une rue porte le nom du Général-Faidherbe
- Valence : rue du Général-Faidherbe.
- Valenciennes : Avenue Faidherbe.
- Vif : la rue d'entrée principale de la ville porte le nom de boulevard Faidherbe.
- Villeneuve-sur-Yonne : une rue du Général-Faidherbe honore sa mémoire.
- Un arbre d'Afrique porte le nom de Faidherbia albida.
- Émile Zola cite à deux reprises son nom dans son roman La Débâcle.

#### Au Sénégal

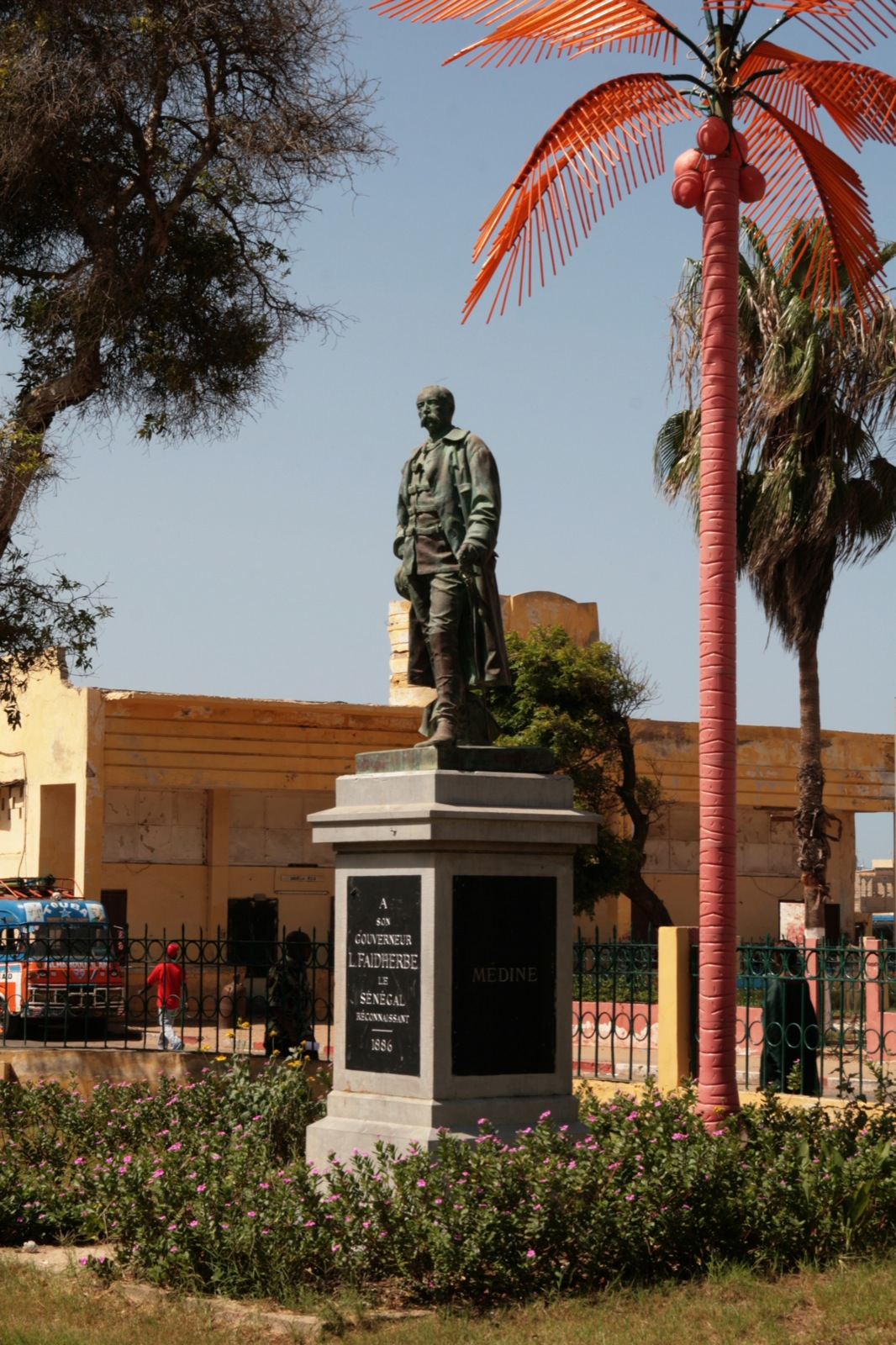
Statue à Saint-Louis du Sénégal.

- Dakar : une avenue porte son nom jusqu'en 2023 où elle prend le nom d'« avenue Macky-Sall »[35].
- Saint-Louis  : le pont reliant l'île où est construite la ville au continent porte depuis 1865 le nom de pont Faidherbe, il fut reconstruit en fer en 1897 et rénové à plusieurs reprises  Patrimoine mondial (2000). Sur la place principale, sa statue est érigée en 1886 en son honneur où est inscrit : « À son gouverneur L. Faidherbe, le Sénégal reconnaissant »[27].

#### Au Mali
- Bamako : une rue porte son nom jusqu'en 2024, avant de devenir la rue Mamadou Lamine Drame[33].

## Œuvres
- Notice sur la colonie du Sénégal, 1859 ;
- L'Avenir du Sahara et du Soudan, 1863 ;
- Vocabulaire d'environ 1 500 mots français avec leurs correspondants en ouolof de Saint-Louis, en poular (toucouleur) du Fouta, en soninké (sarakhollé) de Bakel, 1864; Saint-Louis, Imprimerie du Gouvernement, 1864, 70 p. ;
- « Étude sur la langue kéguem ou sérère-sine », Annuaire du Sénégal et dépendances pour l’année 1865, Saint-Louis, Imprimerie du Gouvernement, 1865, p. 173-242 ;
- Collection complète des inscriptions numidiques, 1870 ;
- Bases d'un projet de réorganisation d'une armée nationale, 1871 ;
- Campagne de l'Armée du Nord en 1870-1871, édition E. Dantu, Paris, 1871 ;
- Épigraphie phénicienne, 1873 ;
- « Dictionnaire de la langue poul, augmenté par le Docteur Quintin », in Bulletin de la Société de Géographie, septembre-octobre 1881, p. 332-354 ;
- Grammaire et vocabulaire de la langue poul à l'usage des voyageurs dans le Soudan avec une carte indiquant les contrées où se parle cette langue, Paris, Maisonneuve et Cie, 1882 (2e édition), 165 p. ;
- Langues sénégalaises : wolof, arabe-hassania, soninké, sérère, notions grammaticales, vocabulaires et phrases, E. Leroux, 1887, 267 p.